# 山邊 (亞利桑那州)
山邊（英語：Hillside）是位於美國亞利桑那州亞瓦派縣的一個非建制地區。該地的面積和人口皆未知。

## 地理
山邊的座標為34°25′06″N 112°55′02″W / 34.41833°N 112.91722°W，而該地的平均海拔高度為1176米（即3858英尺）。